# Werfen
Werfen è un comune austriaco di 2 975 abitanti nel distretto di Sankt Johann im Pongau, nel Salisburghese; ha lo status di comune mercato (Marktgemeinde).

## Monumenti e luoghi d'interesse

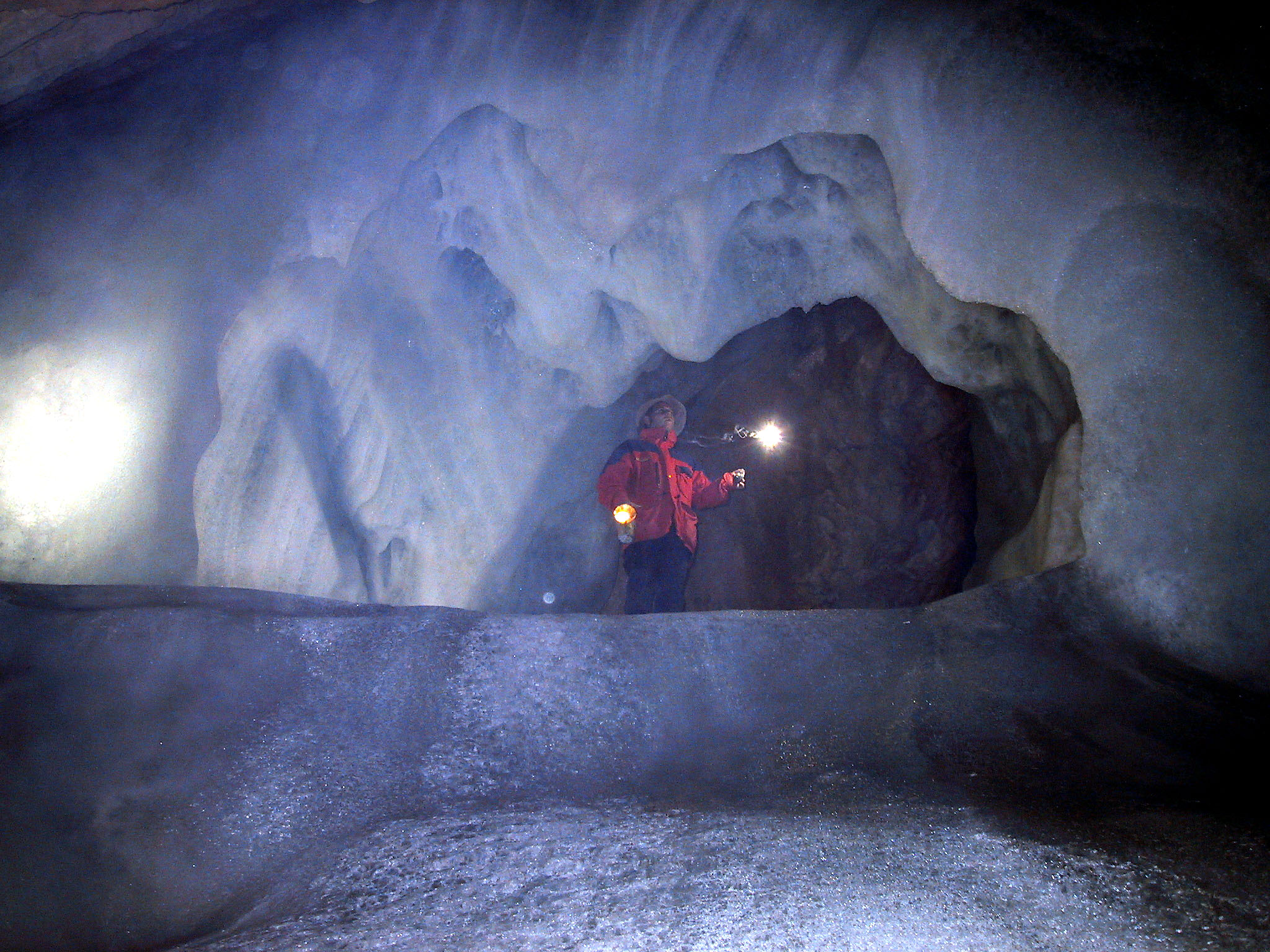
L'interno delle Eisriesenwelt

- Il paese è dominato dalla fortezza di Hohenwerfen, la cui prima costruzione risale all'XI secolo.
- Le Eisriesenwelt ("Mondo dei giganti di ghiaccio") sono le più grandi grotte di ghiaccio del mondo, con una estensione interna di 42 km (dei quali solo un piccolo tratto viene percorso dai visitatori con visita guidata). L'ingresso delle grotte è posto a 1 640 m s.l.m. di altezza ed è raggiungibile con seggiovia.
- Castel Blühnbach, appartenuto alla famiglia di Gustav Krupp von Bohlen und Halbach, si trova nella frazione di Tenneck.

## Cultura

### Media

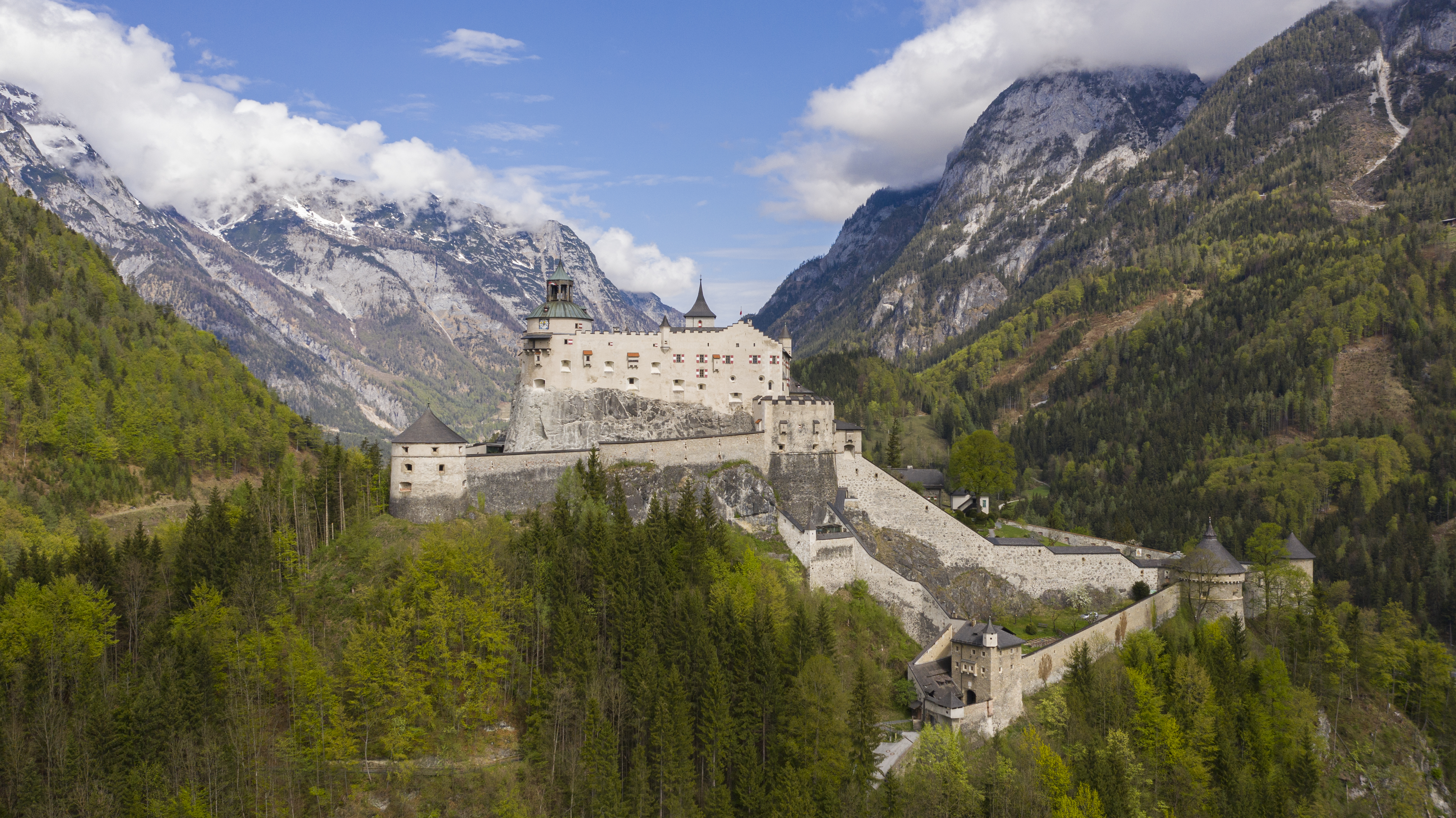
La fortezza di Hohenwerfen

La fortezza di Hohenwerfen appare in diversi film (Dove osano le aquile, Tutti insieme appassionatamente, Oggi sposi... niente sesso), serie televisive (Il magico regno delle favole) e videogiochi (Return to Castle Wolfenstein).